# Serie C 2001-2002 (pallamano maschile)
La Serie C 2001-2002 è stata la 20ª edizione del torneo di quarto, ed ultimo, livello del campionato italiano di pallamano maschile.

Esso venne organizzato dai comitati regionali della Federazione Italiana Giuoco Handball.

## Verdetti
| Girone                                | Squadre promosse in Serie B 2002-2003 | Città                                |
| ------------------------------------- | ------------------------------------- | ------------------------------------ |
| Girone Piemonte e Valle d'Aosta       | Casale                                | Casale Monferrato (AL)               |
| Girone Lombardia e Liguria            | Pol. Vigevano                         | Vigevano (PV)                        |
| Girone Trentino-Alto Adige            | Bozen (Squadra B)                     | Bolzano                              |
| Girone Veneto e Friuli-Venezia Giulia | San Vito Vicenza                      | San Vito al Tagliamento (PN) Vicenza |
| Girone Emilia-Romagna                 | Bologna United (Squadra B)            | Bologna                              |
| Girone Toscana                        | Santa Croce Petrarca Arezzo           | Firenze Arezzo                       |
| Girone Marche e Umbria                | CUS Ancona (Squadra B) Chiaravalle    | Ancona Chiaravalle (AN)              |
| Girone Abruzzo e Molise               | Pallamano Guardiagrele                | Guardiagrele (CH)                    |
| Girone Lazio e Umbria                 | Amatori Roma                          | Roma                                 |
| Girone Puglia                         | Fasano                                | Fasano (BR)                          |
| Girone Calabria                       | Pallamano Reggio Calabria             | Reggio Calabria                      |
| Girone A - Sicilia                    | Erice                                 | Erice (TP)                           |
| Girone B - Sicilia                    | Esperia                               | Capo d'Orlando (ME)                  |
| Girone C - Sicilia                    | Scicli                                | Scicli (RG)                          |